# 도농중학교
도농중학교(陶農中學校)는 대한민국 경기도 남양주시 다산동에 있는 공립 중학교이다.

## 학교 연혁
- 2002년 1월 14일 : 도농중학교 설립 인가
- 2002년 3월 1일 : 초대 이병순 교장 취임
- 2002년 3월 4일 : 개교 및 입학식 거행 (5학급 231명)
- 2004년 11월 1일 : 독서교육 시범학교 운영 (2004.03~2005.02)
- 2014년 3월 1일 : 경기북부 수학클리닉 및 학부모 수학교실 거점학교 선정
- 2015년 3월 2일 : 혁신공감학교 선정, 자유학기제 실시(1학년 2학기)
- 2021년 9월 24일 : 전자도서관(e-북, 오디오북)구축
- 2022년 2월 19일 : 급식실 준공
- 2022년 9월 1일 : 제8대 최훈성 교장 취임
- 2024년 1월 5일 : 제20회 졸업식(6학급 177명)
- 2024년 3월 4일 : 입학식(8학급 231명)

## 참고 자료
- 도농중학교 - 한국교육학술정보원 학교알리미